# FC Wülflingen
Der FC Wülflingen ist ein Schweizer Fussballverein aus dem  Winterthurer Kreis Wülflingen. Der Klub spielte in der Saison 2000/2001 für eine Saison in der 1. Liga, der dritthöchsten Liga der Schweiz. Momentan stehen 17 Heim-Teams auf dem Sporrer im Einsatz.
Die beiden Aktivteams spielen in der Saison 2023/24 in der 4. Liga und 5. Liga.

## Geschichte
Bereits vor der offiziellen Gründung des Vereins wurden in den 1910er-Jahren unter dem Namen FC Wülflingen Spiele ausgetragen. Der Verein selbst wurde 1924 gegründet, und der erste Fussballplatz war die Brunniwiese beim Hardareal. Da dieses Spielfeld eigentlich zu klein war, spielte man bis 1933, als der Verein auf den Spielplatz Schöntal südwestlich des Schulhauses Ausserdorf wechselte, mit einer Sondergenehmigung. Im Rahmen der Anbauschlacht wurde der Spielplatz 1939 umgeackert, und der FC Wülflingen genoss bis nach Ende des Zweiten Weltkriegs Gastrecht auf der unteren Schützenwiese des Stadtrivalen SC Veltheim, wobei selbst der Stadtrat bei Streitigkeiten zwischen den beiden Vereinen eingreifen musste. Die Schützenwiese konnte der Verein schliesslich 1948 verlassen und bezog seinen heutigen Fussballplatz auf dem Sporrer nördlich von Wülflingen, 1962 konnte dort auch ein Vereinslokal erbaut werden. Das heutige Vereinshaus besteht seit 1990. In der Saison 1999/2000 konnte der Verein während einer Saison in der damals drittklassigen 1. Liga spielen, verpasste den Ligaerhalt jedoch um einen Punkt und stieg wieder ab.

## Cup-Teilnahmen
In folgender Liste werden alle Cup-Teilnahmen des Vereins aufgeführt, bei denen die 1/32-Finals oder jeweils die dementsprechende Hauptrunde erreicht wurde:
- 1939/40 – 3. Hauptrunde: FC Schaffhausen – FC Wülflingen 5:2